# Gerard Troost
Gerard of Gerhard Troost (Den Bosch, 5 maart 1776 - Nashville, 14 augustus 1850) was een Nederlands-Amerikaans arts, mineraloog en geoloog.
Troost studeerde af als arts aan de universiteit van Leiden en studeerde vervolgens farmacie aan de universiteit van Amsterdam. Hij had zes jaar lang een praktijk in Nederland, waarna hij opgeroepen werd om in het leger van Lodewijk Napoleon Bonaparte, de koning van Holland, te dienen. Hij werd door de koning aangesteld als beheerder van een grote verzameling mineralen. Daarvoor ging hij naar Parijs, waar hij studeerde aan de École des Mines, en van waaruit hij veel studiereizen ondernam in Europa. In Parijs leerde hij een aantal grote geleerden kennen, waaronder Alexander von Humboldt en Jean-Baptiste de Lamarck. Van Humboldt vertaalde hij Ansichten der Natur naar het Nederlands als Natuur-tafereelen; met Wetenschappelijke Ophelderingen (1808).
Toen Lodewijk Napoleon Bonaparte in 1810 moest aftreden, ging Troost naar de Verenigde Staten. In Philadelphia was hij stichtend lid en eerste voorzitter van de Philadelphia Academy of Natural Sciences. Hij gaf er les in mineralogie en scheikunde en voerde een geologisch onderzoek uit van de omgeving van Philadelphia. Hierbij werd hij bijgestaan door zijn jongere broer Benoist Troost (1786-1859).
In 1825 vestigde hij zich in het gezelschap van Thomas Say in de utopische gemeenschap New Harmony (Indiana), een sociaal experiment van Robert Owen en William Maclure. Van hieruit ging hij samen met Charles Alexandre Lesueur minerale afzettingen onderzoeken aan de westelijke grens van de Verenigde Staten. Het sociale experiment van Owen en Maclure was echter geen lang leven beschoren en in 1827 verhuisde Troost naar Nashville, waar hij geologie en mineralogie doceerde aan de plaatselijke universiteit. Hij werd aangesteld als officieel geoloog van de staat Tennessee en voerde de eerste geologische studie uit van deze staat.
Troost schreef een verhandeling over de fossiele stekelhuidigen die hij bij zijn onderzoek aantrof, waarin hij 108 soorten beschreef. Dit werk was echter nog niet klaar voor publicatie toen hij overleed en zijn manuscript bleef onuitgegeven.
Troost stierf in 1850 in Nashville tijdens een epidemie van cholera.
Hij heeft zelf enkele nieuwe diersoorten beschreven, waaronder de alligatorschildpad (Macrochelys temminckii). De geelwangschildpad (Trachemys scripta troosti) is naar hem genoemd.